# Här kommer en annan
Här kommer en annan (originaltitel: The Secret Life of Walter Mitty) är en amerikansk romantisk dramakomedifilm från 1947 med Danny Kaye i huvudrollen. Filmen regisserades av Norman Z. McLeod.

## Handling
Walter Mitty (Danny Kaye) arbetar på ett bokförlag och är en oförbätterlig dagdrömmare som när som helst råkar glida in i drömmarnas värld, där han alltid är en hjälte av stora mått. I verkligheten är Mitty en blyg och valhänt ung man, som låter sig hunsas av alla, inte minst sin mor. Fantasi-Mitty däremot är i filmen bland annat sjökapten i storm, expertkirurg och världsvan korthaj.
Återkommande i filmens drömsekvenser är det onomatopoetiska "ta-pocketa-pocketa-pocketa", som bland annat föreställer en respirator, en flodångare på Mississippi med mera. När Mitty drömmande börjar mumla denna ramsa mitt under ett personalmöte och chefen börjar stirra på honom, räddar Mitty situationen genom att förklara att förlaget bör satsa på pocketböcker.
I en scen, när Mitty fyller på värmepannan, förflyttas han till en dröm där han är brittiskt flygaress i RAF. Han rycks tillbaka till verkligheten av sin mor, som kallar honom till middag. Mitty som fortfarande är i tron att han är stridspilot, gör honnör och sätter den glödheta eldgaffeln under armen och lyckas bränna hål i sin kavaj. I drömsekvensen som RAF-pilot gör Danny Kaye för övrigt ett av sina traditionella och komiska sångnummer.
Walter Mittys liv blir mycket komplicerat, när han stöter ihop med en mystisk kvinna, Rosalind van Hoorn (Virginia Mayo), som märkligt nog ser precis ut som en kvinna han flera gånger sett i sina dagdrömmar. Walter Mitty dras in i ett äventyr i verkligheten, bland gangstrar, mördare och kidnappare. Walter försöker först gömma detta nya spännande liv för sin mycket vardagliga familj, men slutligen ställs han mot väggen och får då det mod han behöver för att stå upp emot sin hunsande omgivning.

## Om filmen
Här kommer en annan har visats i SVT, bland annat 1978, 1981, 1987, i december 2020 och i februari 2021.

## Medverkande (urval)
- Danny Kaye – Walter Mitty
- Virginia Mayo – Rosalind van Hoorn
- Boris Karloff – Dr. Hugo Hollingshead
- Fay Bainter – Mrs. Eunice Mitty
- Ann Rutherford – Gertrude Griswold
- Thurston Hall – Bruce Pierce
- Florence Bates – Mrs. Irma Griswold
- Reginald Denny – översten
- Fritz Feld – Anatole
- Frank Reicher – Karl

## Nyinspelning
År 2004 planerades en nyinspelning av filmen med Jim Carrey i huvudrollen. Denna inspelning blev dock aldrig gjord. Det har därefter gått rykten i omgångar om Owen Wilson, Mike Myers och Sacha Baron Cohen som Mitty. I april 2011 meddelades att en nyinspelning skulle bli verklighet, med Ben Stiller i både huvudrollen och som regissör. Filmen hade biopremiär den 25 december 2013 i USA och 24 januari 2014 i Sverige under titeln The Secret Life of Walter Mitty.